# 2,6-二乙酰基吡啶
2,6-二乙酰基吡啶是一种有机化合物，化学式为C9H9NO2。它可由以下两种方法制备：
它和盐酸羟胺在碱存在下反应，可以得到相应的肟（羟亚胺）；它和盐酸苯肼反应，可以得到相应的苯腙。它可以被硼氢化钠还原为α,α'-二甲基-2,6-吡啶二甲醇。